# Ines Bautzmann
Ines Bautzmann (Dresden, 20 mei 1958) is een schaatsster uit Oost-Duitsland. Ze vertegenwoordigde haar vaderland op de Olympische Winterspelen 1976 in Innsbruck.

## Resultaten

### Olympische Spelen
| Jaar | Plaats    | Resultaten                                |
| ---- | --------- | ----------------------------------------- |
| 1976 | Innsbruck | 15e 500 meter 7e 1500 meter 5e 3000 meter |

### Wereldkampioenschappen
| Jaar          | Plaats     | Resultaten   |
| ------------- | ---------- | ------------ |
| 1981 Allround | Sainte-Foy | 10e Allround |

### Wereldkampioenschappen junioren
| Jaar          | Plaats   | Resultaten |
| ------------- | -------- | ---------- |
| 1978 Allround | Montreal | Allround   |

### Europese kampioenschappen
| Jaar | Plaats     | Resultaten   |
| ---- | ---------- | ------------ |
| 1981 | Heerenveen | 6e Allround  |
| 1982 | Heerenveen | 15e Allround |

### Duitse kampioenschappen
| Jaar | 500 m  | 1000 m | 1500 m | 3000 m | Allround | Sprint |
| ---- | ------ | ------ | ------ | ------ | -------- | ------ |
| 1974 | -      | -      | -      | -      | -        | 21e    |
| 1975 | -      | -      | -      | -      | 4e       | 7e     |
| 1976 | Zilver | Zilver | Goud   | Goud   | -        | -      |
| 1977 | -      | -      | -      | -      | Brons    | Zilver |
| 1978 | -      | -      | -      | -      | -        | Zilver |
| 1980 | 13e    | 5e     | 7e     | 4e     | -        | -      |
| 1981 | -      | -      | -      | -      | Brons    | Brons  |

## Persoonlijke records
| Afstand    | Tijd    | Datum           | Baan                 |
| ---------- | ------- | --------------- | -------------------- |
| 500 meter  | 41,60   | 30 maart 1979   | Alma-Ata             |
| 1000 meter | 1.24,36 | 10 januari 1981 | Madonna di Campiglio |
| 1500 meter | 2.10,89 | 11 januari 1981 | Madonna di Campiglio |
| 3000 meter | 4.37,64 | 26 maart 1979   | Alma-Ata             |
| 5000 meter | 8.37,00 | 26 oktober 1975 | Chemnitz             |